# Marian Málek
Marian Málek (Ústí nad Orlicí, 6 aprile 1975) è un allenatore di biathlon ed ex biatleta ceco.

## Biografia

### Carriera sciistica
In Coppa del Mondo ottenne il primo risultato di rilievo il 7 dicembre 1995 a Östersund (108°) e l'unico podio il 9 gennaio 2000 a Oberhof (3º).
In carriera prese parte a un'edizione dei Campionati mondiali, Kontiolahti 1999 (48º nella sprint il miglior piazzamento).

### Carriera da allenatore
Dopo il ritiro, Málek è divenuto allenatore nei quadri della nazionale ceca.

## Palmarès

### Coppa del Mondo
- Miglior piazzamento in classifica generale: 70º nel 1999
- 1 podio (a squadre[1]):
  - 1 terzo posto